# Myrne (hromada Hrodiwka)
Myrne (ukr. Мирне) – wieś na Ukrainie, w obwodzie donieckim, w rejonie pokrowskim, w hromadzie Hrodiwka. W 2001 liczyła 24 mieszkańców.